# اوبیتتسه
اوبیتتسه (به چکی: Obytce) یک منطقهٔ مسکونی در جمهوری چک است که در ناحیه کلاتووی واقع شده‌است. اوبیتتسه ۴٫۳۷ کیلومتر مربع مساحت و ۲۱۱ نفر جمعیت دارد و ۴۹۰ متر بالاتر از سطح دریا واقع شده‌است.